# Касумкентский сельсовет
Касумкентский сельсовет  — административно-территориальная единица и муниципальное образование со статусом сельского поселения в Сулейман-Стальском районе Дагестана Российской Федерации.
Административный центр — село Касумкент.

## Население
| 2002    | 2010    | 2012    | 2013    | 2014    | 2015    | 2016    |
| ------- | ------- | ------- | ------- | ------- | ------- | ------- |
| 13 084  | ↗14 884 | ↘14 802 | ↘14 706 | ↘14 540 | ↘14 493 | ↗14 525 |
| 2017    | 2018    | 2019    | 2020    | 2021    | 2023    | 2024    |
| ↘14 399 | ↘14 364 | ↘14 274 | ↘14 225 | ↗14 266 | ↘14 254 | ↗14 285 |
| 2025    |         |         |         |         |         |         |
| ↗14 303 |         |         |         |         |         |         |

## Состав
| № | Населённый пункт | Тип населённого пункта       | Население |
| - | ---------------- | ---------------------------- | --------- |
| 1 | Касумкент        | село, административный центр | ↘12 502   |
| 2 | Кахцуг           | село                         | ↗649      |
| 3 | Саидкент         | село                         | ↗1115     |